# Anno 1404
Anno 1404 (conosciuto in Nord America come Dawn of Discovery) è un videogioco strategico in tempo reale uscito il 25 giugno 2009 per Microsoft Windows. Il gioco è stato sviluppato da Related Designs, prodotto da Blue Byte e pubblicato da Ubisoft. È la settima opera della celebre serie Anno, preceduto da Anno 1701 e seguito da Anno 2070. Anche se il gioco ruota attorno a una serie di eventi immaginari, il concetto generale della trama si basa su aspetti di vita reale di storia medievale/rinascimentale come le Crociate, i progressi nel campo dell'architettura gotica, la costruzione di cattedrali, e del commercio anseatico che hanno portato all'aumento di commercianti patrizi e alle prime forme di capitalismo.
Il 26 febbraio 2010 è stata pubblicata un'espansione denominata Anno 1404: Venice, nella quale viene introdotta la modalità multigiocatore.

## Trama
Il giocatore verrà nominato vassallo di Lord Richard Northburg, cugino dell'imperatore. Come sopra detto, Northburg intende costruire la cattedrale per pregare affinché l'Imperatore guarisca. Così affiderà al giocatore piccoli compiti per aiutarlo in questa costruzione. In seguito però arriverà Guy Forcas sostenendo che sono in corso i preparativi per una nuova crociata indetta dall'imperatore e che loro, per dovere feudale, devono aiutarlo. Compare inoltre Marie d'Artois, una vassalla molto religiosa, che sostiene di avere visioni e a cui verrà affidato lo stesso dovere. A questo punto si fa notare il Cardinale Lucius che nomina il giocatore Cavaliere della Croce e si preparerà un porto da cui, dopo altre peripezie, partiranno alcune navi con dei bambini a bordo. Durante il viaggio verranno però assaliti da un pirata, Hassan ben Sahid, che porterà via i bambini. A questo punto a causa di una tempesta bisognerà fermarsi su un'altra isola di Northburg. Cominciano i primi contatti con l'Oriente, come lo studioso Ibn Al Hakim e il Visir Al Zahir, che si dimostrerà ancora non amichevole, ma a un certo punto si disporrà a commerciare. Qui bisogna ritrovare tutti i bambini. A questo punto bisogna assalire il covo di ben Sahid, quando lui dirà "questi bambini mi erano stati consegnati da un certo Guy Forcas". Così Northburg vorrà avvisare l'imperatore di questa frode, ma Forcas interverrà arrestandolo e si ritroverà solo parecchio tempo dopo. Qui arriva Marie d'Artois, che si insedia nella regione e comincia a saccheggiare magazzini ovunque. A questo punto verrà stretta un'alleanza con Al Zahir, e dopo tempo, verrà rinvenuta una prova delle macchinazioni di Forcas, così Marie cambierà idea e verranno distrutte tutte le navi. A questo punto però arriva il cardinale Lucius, che li additerà come eretici e si lancerà con le sue navi per ucciderli. Così si rifugeranno in una fortezza tra l'oceano. Ma Lucius si apposta lì vicino e terrà il giocatore costantemente sotto pressione inviando eserciti e trabucchi a non finire, finché Al Zahir non arriverà e porterà via loro e molti cittadini, mentre nel frattempo Lucius brucerà il torrione, scoprendolo vuoto e lanciando maledizioni. Nel frattempo,si raggiunge una zona orientale tranquilla, dove pare alloggi anche l'imperatore. Dopo aver scoperto una fortezza e liberato Lord Northburg e si potrà chiedere ad un alchimista, Ibn Al Hakim, di fabbricare il componente di una pozione per guarire l'imperatore. A questo punto si torna nella regione patria, ma gran parte delle isole furono saccheggiate e quindi andranno alla città di Northburg. A questo punto si farà una gara di costruzione fra il giocatore e Lucius per ultimare per primi la cattedrale. Ma Lucius non accetterà la sconfitta e scaglierà le navi da guerra contro il giocatore, Al Zahir (che aveva un insediamento lì nei pressi) e Marie d'Artois. Tuttavia arriverà l'Imperatore con una flotta da guerra e appianerà Lucius. Dopo aver distrutto le ultime tre navi e scovato Lucius.Potrà essere portato dall'Imperatore, che lo imprigionerà in attesa del Papa.Nominerà inoltre il giocatore Guardiano del Regno, poiché Northburg rifiutò di tenersi questo merito. Anche Marie lo ringrazierà per aver sventato una crociata "non voluta da Dio",e Al Zahir convocherà il Sultano, che spera di intensificare i rapporti con l'Occidente, insomma tutto finisce bene, ma male per Lucius.

## Modalità di gioco
Il gioco è incentrato principalmente nella costruzione di insediamenti urbani e nella produzione di beni e risorse tramite lo sfruttamento del territorio. In un ambiente caratteristico dell'inizio del XV secolo e tipicamente Rinascimento, il giocatore viene incaricato da Lord Richard Northburgh, cugino e tesoriere dell'Imperatore di uno Stato fittizio, di fornire il materiale necessario per la costruzione di una Cattedrale tramite la fondazione di una città presso un'isola dell'arcipelago. La Cattedrale, in tal modo, agevolerà l'efficacia delle preghiere per la guarigione dell'imperatore da una patologia la quale lo affligge da tempo. Il gioco proseguirà tramite una varietà notevole di missioni differenti, fra le quali il contributo logistico e militare ad una nuova Crociata intrapresa contro i Regni dell'Oriente, ove sarà altresì possibile intervenire tramite la creazione di nuove rotte commerciali e insediamenti urbani.